# Louis Lachenal

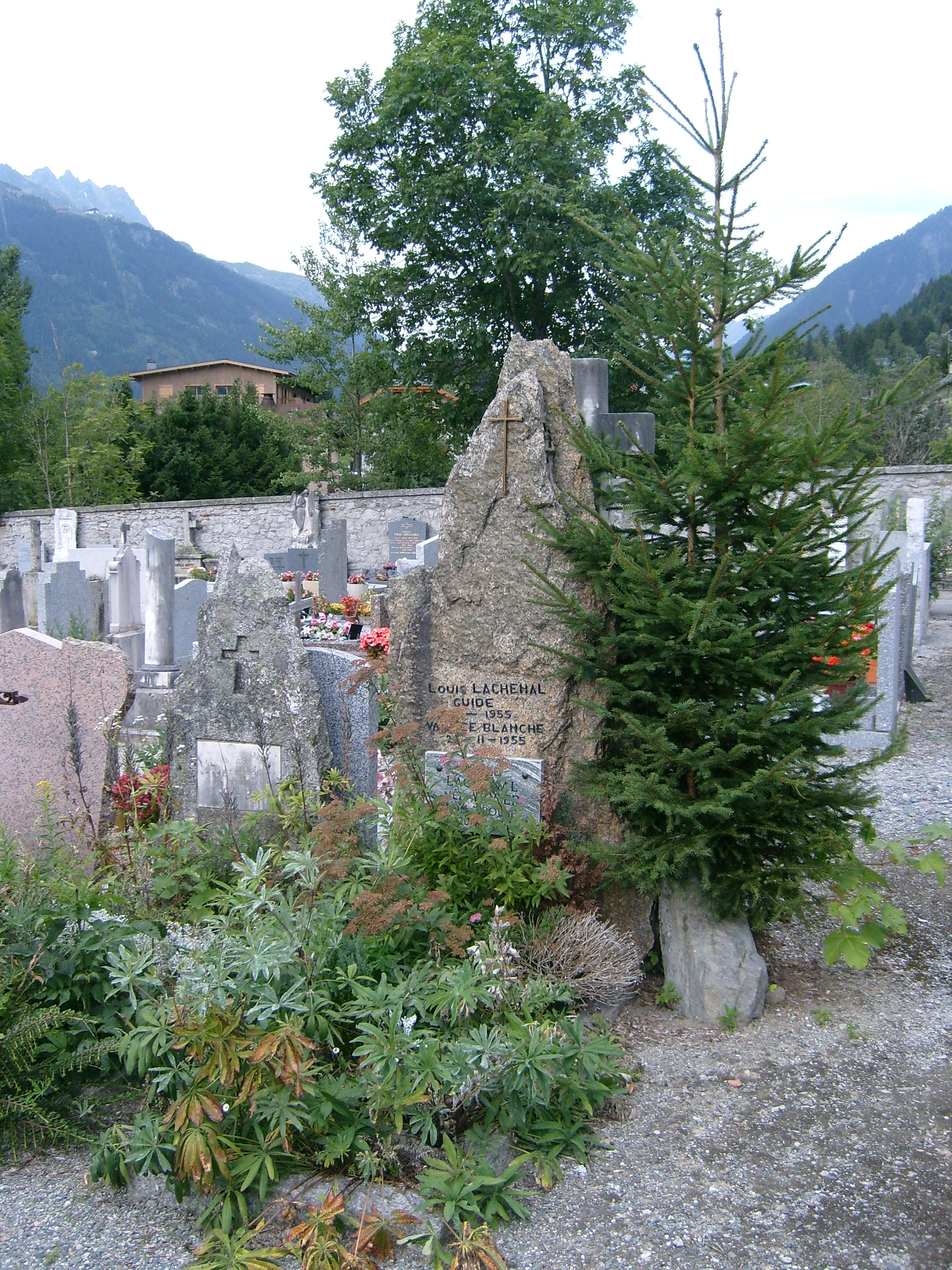
náhrobek na hřbitově v Annecy

Louis Lachenal (17. července 1921 – 25. listopadu 1955) byl francouzský horolezec narozený v Annecy. Spolu s Mauricem Herzogem byli prvními lidmi v historii, kteří stanuli na osmitisícovce. 3. června 1950 dokázali vystoupit na vrchol 8 091 m n. m. vysoké Annapurny. Mezi jeho další úspěchy patří zejména historicky druhý průstup severní stěnou Eigeru, který podnikl s Lionelem Terrayem. Zahynul v roce 1955 po pádu do trhliny v ledovci při lyžování nedaleko Chamonix. V masivu Mont Blancu je po něm pojmenovaný 3 613 m n. m. vysoký vrchol.

## Úspěšné výstupy
- 1946 Les Droites (4 000 m n. m.)
- 1946 Grandes Jorasses (4 208 m n. m.)
- 1947 Eiger (3 970 m n. m.) – druhý výstup severní stěnou
- 1950 Annapurna (8 091 m n. m.)

## Památka
- náhrobek na hřbitově v Annecy
- pomník u ulice promenade Louis Lachenal v Annecy
- vrchol v masivu Mont Blancu
- lyceum Louis Lachenal v obci Argonay v Horním Savojsku